# 전기석
전기석(電氣石)은 붕소, 알루미늄 따위를 함유한 규산염 광물이다.

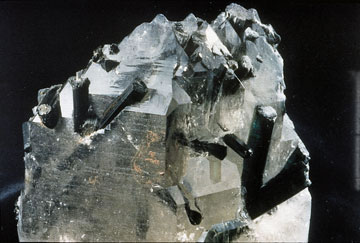
전기석(토르말린)

토르마린, 토르말린, 투어멀린이라고도 한다. 분홍색, 남색, 녹색, 황색 등의 아름다운 것은 페그마타이트에서 산출되며, 우랄 산지, 스리랑카, 마다가스카르, 브라질, 미국 등지에서 산출된다.
- 화학식: XY3Z6B3Si6O₂₇(OH)₃(OH;F) -> X= Na, Ca, Y= Mg, Mn, Fe, Li, Al, Z= Al, Fe, Cr, Mg {\displaystyle {\ce {(Na,Ca) (Mg,Li,Al,Fe^2+,Fe^3+)3 (Al,Mg,Cr)6B3Si6(OH,O,F)4}}}